# Fenarimol
Fenarimol, vendido bajo las marcas registradas de Bloc, Rimidin y Rubigan, es un fungicida que actúa contra los hongos de la Sarna del manzano y mildew. Es usado en las plantas ornamentales, árboles, céspedes, tomates y otras plantas variadas.

## Descripción
Fenarimol fue desarrollada por Eli Lilly and Company en 1971.